# Плачковица
Плачковица је средње висока планина у источном делу Северне Македоније.

## Карактеристике
Планина се уздиже између, струмичко - радовишке котлине на југу и кочанске котлине на северу, у правцу северозапад - југоисток. Дужина главног планинског гребена износи 34 km. Кањоном Зрновске реке, планина Плачковица је подељена на два дела, источни и западни. Западни део је нижи, са највишим врхом Туртел од 1.689 m. На источном делу планине налази се највиши врх планине Лисец, 1.754 m., а следе га врхови; Чупино Брдо 1.725 m., Бел Камен 1.707 m. и Кара Тепе од 1.625 m.
Планина је грађена од кристаластих шкриљаца и гранита. Има много водених токова притока Брегалнице и Струмице. Северне падине су покривене шумом, а највиша подручја су под пашњацима.
Лисец је популаран међу локалним планинарима и пењачима. Није необично наићи на снег на врху Лисеца чак и у јуну. Испод врха, налазе се два планинарска дома: Вртешка са северне штипске стране и Џумаја са јужне радовишке стране.